# Röttenbach (Roth)
Röttenbach è un comune tedesco di 2 930 abitanti, situato nel land della Baviera.